# Spaceman (canción de Babylon Zoo)
«Spaceman» es una canción de la banda inglesa, Babylon Zoo. Conocida por sus guitarras fuertemente distorsionadas, metálicas, y robótica que se puede escuchar, se situó directamente en el puesto N.º 1 en las listas del Reino Unido el 21 de enero de 1996, vendiendo 418 000 copias en la primera semana de lanzamiento. En ese momento Spaceman se convirtió en la canción más vendida de un artista que debutara en el Reino Unido.

## Historia
Las copias promocionales de Spaceman fueron distribuidas, y el remix de Arthur Baker fue elegido para combinarse con el lanzamiento del sencillo el 1 de diciembre de 1995, en un anuncio de pantalones vaqueros de Levi's nuevos en un programa de televisión titulado "Planet", que fue dirigido por Vaughan Arnell y Anthea Benton. El anuncio se concentró en la sped-up, en la parte vocal al principio y al final de la canción, que fue producto de la remezcla de Arthur Baker. El sencillo fue directamente al número 1 en los charts del Reino Unido, el 21 de enero de 1996, vendiendo 418.000 copias en la primera semana de lanzamiento, siendo hasta ese momento la canción más vendida por un artista debutante en los charts del Reino Unido. El sencillo estuvo en el n.º 1 (R.U.) durante 5 semanas, vendiendo en total 893.000 copias en ese período. El sencillo también llegó al número 1 en 23 países.
En la versión promocional de "Spaceman" había frases al principio de la canción, donde Jas Mann decía "I killed your mother, I killed your sister" ("yo maté a tu madre, yo maté a tu hermana") y luego "I killed you all" ("yo maté a todos"). Estas frases fueron posteriormente sacadas de la canción y se reemplazaron con la introducción de la versión de Arthur Baker, aunque la frase "I killed you all" sí está en la canción (se puede escuchar después del primer coro). Hubo un vídeo de bajo presupuesto realizado para esta canción.
El sucesor de "Spaceman", "Animal Army", se publicó en los UK Top 20, y la banda posteriormente hizo una aparición en Top of the Pops para presentarla, mientras que el sencillo del álbum "The Boy with the X-Ray Eyes" también se convirtió en un éxito en los Top 40.

## Versiones
- Katie Melua realizó una versión acústica de esta canción en vivo.
- La banda de Metal, The Kovenant también versionó esta canción para su álbum "Animatronic".
- Cinema Bizarre realizó una versión de esta canción en vivo y grabó una pista en un álbum de estudio.

## Lista de canciones
CD Promo sencillo 1995 WEA (YZ925CDDJ)
1. «Spaceman» (versión para radio) — 3:50
2. «Spaceman» (versión de Arthur Baker) — 5:56

CD Promo 1995 EMI (CDEMDJ 416)
1. «Spaceman» (radio edit) - 4.08

Sencillo 7"
1. «Spaceman» (radio edit) — 4:08
2. «Spaceman» (the 5th dimension) — 5:09

CD Sencillo  1996 EMI (CDEM 416)
1. «Spaceman» (radio edit) — 4:08
2. «Metal Vision» — 3:48
3. «Blue Nude» — 2:09
4. «Spaceman (the 5th dimension)» — 5:09

CD Sencillo ('The Only Original Remixes') 1996 EMI (7243 8 82721 2 4)
1. «Spaceman» (radio edit) — 4:08
2. «Spaceman» (the 5th dimension) — 5:09
3. «Spaceman» (versión de Arthur Baker) — 5:56
4. «Spaceman» (E before I) — 6:37

## Certificaciones
| País     | Certificación | Fecha                 | Ventas  |
| -------- | ------------- | --------------------- | ------- |
| Austria  | Oro           | 8 de marzo de 1996    | 15 000  |
| Francia  | Oro           | 1996                  | 250 000 |
| Alemania | Oro           | 1996                  | 150 000 |
| Suecia   | Oro           | 14 de febrero de 1996 | 10 000  |
| R.Unido  | Platino       | 1 de marzo de 1996    | 600 000 |

## Posicionamiento
| Lista (1995-1996)                  | Posición |
| ---------------------------------- | -------- |
| Australia ARIA Singles Chart       | 3        |
| Austria                            | 1        |
| Bélgica, Singles Chart             | 1        |
| Holanda                            | 3        |
| Finlandia, Singles Chart           | 1        |
| Francia, SNEP Singles Chart        | 1        |
| Alemania                           | 1        |
| Irlanda                            | 1        |
| Nueva Zelanda, RIANZ Singles Chart | 4        |
| Noruega                            | 1        |
| Suecia                             | 1        |
| Suiza                              | 2        |
| R.Unido                            | 1        |